# Lesson Plan
Lesson Plan (Plan lekcji)	 è un film del 2022 diretto da Daniel Markowicz.

## Trama
Dopo la morte di un insegnante nonché suo migliore amico ed ex poliziotto, Damian Nowicki decide di accettare un ruolo nella stessa scuola dove lavorava il suo amico. L'obiettivo è trovare la banda responsabile della sua morte.

## Distribuzione
Il film è stato distribuito sulla piattaforma Netflix a partire dal 23 novembre 2022.